# Tour de Francia 1957
El 44.º Tour de Francia se disputó entre el 27 de junio y el 20 de julio de 1957 con un recorrido de 4665 km. dividido en 22 etapas de las que la tercera y la decimoquinta estuvieron divididas en dos sectores.
Participaron 120 ciclistas repartidos en 10 equipos de 12 corredores de los que solo llegaron a París 56 ciclistas sin que ningún equipo lograra finalizar la prueba con todos sus integrantes.
En esta edición se ascendió por primera vez el Collado del Portillon.
El vencedor cubrió la prueba a una velocidad media de 34,250 km/h.

## Etapas
| Etapa    | Fecha     | Recorrido                      | Distancia (km) | Ganador            | Líder            |
| -------- | --------- | ------------------------------ | -------------- | ------------------ | ---------------- |
| 1.ª      | 27 de jun | Nantes - Granville             | 204            | André Darrigade    | André Darrigade  |
| 2.ª      | 28 de jun | Granville - Caen               | 226            | René Privat        | René Privat      |
| 3.ª (a)  | 29 de jun | Circuito de la Prairie (Caen)  | 15 (CRE)       | Francia            | René Privat      |
| 3.ª (b)  | 29 de jun | Caen - Ruan                    | 134            | Jacques Anquetil   | René Privat      |
| 4.ª      | 30 de jun | Ruan - Roubaix                 | 232            | Marcel Janssens    | René Privat      |
| 5.ª      | 1 de jul  | Roubaix - Charleroi            | 170            | Gilbert Bauvin     | Jacques Anquetil |
| 6.ª      | 2 de jul  | Charleroi - Metz               | 248            | André Trochut      | Jacques Anquetil |
| 7.ª      | 3 de jul  | Metz - Colmar                  | 223            | Roger Hassenforder | Nicolas Barone   |
| 8.ª      | 4 de jul  | Colmar - Besanzón              | 192            | Pierino Baffi      | Jean Forestier   |
| 9.ª      | 5 de jul  | Besanzón - Thonon-les-Bains    | 188            | Jacques Anquetil   | Jean Forestier   |
| 10.ª     | 7 de jul  | Thonon-les-Bains - Briançon    | 247            | Gastone Nencini    | Jacques Anquetil |
| 11.ª     | 8 de jul  | Briançon - Cannes              | 286            | René Privat        | Jacques Anquetil |
| 12.ª     | 9 de jul  | Cannes - Marsella              | 239            | Jean Stablinski    | Jacques Anquetil |
| 13.ª     | 10 de jul | Marsella - Alès                | 160            | Nino Defilippis    | Jacques Anquetil |
| 14.ª     | 11 de jul | Alès - Perpiñán                | 246            | Roger Hassenforder | Jacques Anquetil |
| 15.ª (a) | 12 de jul | Perpiñán - Barcelona           | 197            | René Privat        | Jacques Anquetil |
| 15.ª (b) | 12 de jul | Circuito de Montjuich          | 10 (CR)        | Jacques Anquetil   | Jacques Anquetil |
| 16.ª     | 14 de jul | Barcelona - Ax-les-Thermes     | 220            | Jean Bourlès       | Jacques Anquetil |
| 17.ª     | 15 de jul | Ax-les-Thermes - Saint-Gaudens | 236            | Nino Defilippis    | Jacques Anquetil |
| 18.ª     | 16 de jul | Saint-Gaudens - Pau            | 207            | Gastone Nencini    | Jacques Anquetil |
| 19.ª     | 17 de jul | Pau - Burdeos                  | 194            | Pierino Baffi      | Jacques Anquetil |
| 20.ª     | 18 de jul | Burdeos - Libourne             | 66 (CR)        | Jacques Anquetil   | Jacques Anquetil |
| 21.ª     | 19 de jul | Libourne - Tours               | 317            | André Darrigade    | Jacques Anquetil |
| 22.ª     | 20 de jul | Tours - París                  | 227            | André Darrigade    | Jacques Anquetil |

 CR = Contrarreloj individual
CRE = Contrarreloj por equipos

## Clasificación general
| Clasificación general |                  |              |                   |
| Ciclista              | Ciclista         | Equipo       | Tiempo            |
| --------------------- | ---------------- | ------------ | ----------------- |
| 1.º                   | Jacques Anquetil | Francia      | 135 h 44 min 42 s |
| 2.º                   | Marcel Janssens  | Bélgica      | + 14 min 56 s     |
| 3.º                   | Adolf Christian  | Suiza        | + 17 min 20 s     |
| 4.º                   | Jean Forestier   | Francia      | + 18 min 02 s     |
| 5.º                   | Jesus Loroño     | España       | + 20 min 17 s     |
| 6.º                   | Gastone Nencini  | Italia       | + 26 min 03 s     |
| 7.º                   | Nino Defilippis  | Italia       | + 27 min 57 s     |
| 8.º                   | Wim Van Est      | Países Bajos | + 28 min 10 s     |
| 9.º                   | Jan Adriaensens  | Bélgica      | + 34 min 07 s     |
| 10.º                  | Jean Dotto       | South-East   | + 36 min 31 s     |